# Abraxas granifera
Abraxas granifera là một loài bướm đêm trong họ Geometridae.